# دانيلو أكوستا
دانيلو أكوستا (بالإسبانية: Danilo Acosta)‏ (7 نوفمبر 1997 بسان بيدرو سولا في هندوراس - ) هو لاعب كرة قدم هندوراسي في مركز الدفاع. شارك مع منتخب الولايات المتحدة تحت 20 سنة لكرة القدم. أما مع النوادي، فقد لعب مع ريال سالت ليك وريال موناركس.

## وصلات خارجية
- دانيلو أكوستا على موقع الدوري الأمريكي (الإنجليزية)
- دانيلو أكوستا على موقع قاعدة بيانات كرة القدم.إي يو (الإنجليزية)
- دانيلو أكوستا على موقع Soccerway.com (الإنجليزية)
- دانيلو أكوستا على موقع AS.com (الإسبانية)